# Witzelsberg (Gemeinde Scheiblingkirchen-Thernberg)
Witzelsberg ist eine Ortschaft in der Marktgemeinde Scheiblingkirchen-Thernberg in Niederösterreich mit 75 Einwohnern (Stand 1. Jänner 2024).

## Geografie
Witzelsberg liegt am Westhang des Pittentales gegenüber von Scheiblingkirchen und Gleißenfeld. 1849 gehörte der Ort zur Gemeinde Seebenstein, wurde aber kurz darauf Teil der Gemeinde Scheiblingkirchen. Seit 1971 ist Witzelsberg eine Ortschaft der Gemeinde Scheiblingkirchen-Thernberg.

## Geschichte
Der Ort gehörte ursprünglich zur Pfarre Pitten, wurde aber 1783 gemeinsam mit Scheiblingkirchen und weiteren Dörfern herausgelöst und der neu gegründeten Pfarre Scheiblingkirchen zugewiesen. Laut Adressbuch von Österreich waren im Jahr 1938 in Witzelsberg ein Milchhändler und mehrere Landwirte ansässig.